# (17460) Mang
(17460) Mang (1990 TC11) – planetoida z pasa głównego asteroid okrążająca Słońce w ciągu 3,41 lat w średniej odległości 2,26 j.a. Odkryta 10 października 1990 roku.